# Рокі-Маунд (Техас)
Рокі-Маунд (англ. Rocky Mound) — місто (англ. town) в США, в окрузі Кемп штату Техас. Населення — 78 осіб (2020).

## Географія
Рокі-Маунд розташоване за координатами 33°1′16″ пн. ш. 95°1′9″ зх. д. / 33.02111° пн. ш. 95.01917° зх. д. (33.021061, -95.019114).  За даними Бюро перепису населення США в 2010 році місто мало площу 1,05 км², з яких 1,05 км² — суходіл та 0,00 км² — водойми.

## Демографія
Згідно з переписом 2010 року, у місті мешкало 75 осіб у 33 домогосподарствах у складі 22 родин. Густота населення становила 71 особа/км².  Було 40 помешкань (38/км²).
Расовий склад населення:
| - 54,7 % — білих - 40,0 % — чорних або афроамериканців - 4,0 % — осіб інших рас |

До двох чи більше рас належало 1,3 %. Частка іспаномовних становила 9,3 % від усіх жителів.
За віковим діапазоном населення розподілялося таким чином: 21,3 % — особи молодші 18 років, 57,4 % — особи у віці 18—64 років, 21,3 % — особи у віці 65 років та старші. Медіана віку мешканця становила 41,5 року. На 100 осіб жіночої статі у місті припадало 114,3 чоловіків;  на 100 жінок у віці від 18 років та старших — 110,7 чоловіків також старших 18 років.
Медіана доходів становила 46 250 доларів для чоловіків та 27 500 доларів для жінок. 
Цивільне працевлаштоване населення становило 24 особи. Основні галузі зайнятості: виробництво — 41,7 %, роздрібна торгівля — 29,2 %, науковці, спеціалісти, менеджери — 12,5 %, публічна адміністрація — 8,3 %.